# Oscar Hiljemark
Oscar Hiljemark (* 28. Juni 1992 in Gislaved) ist ein früherer schwedischer Fußballspieler und heutiger -trainer.

## Werdegang

### Im Verein
Hiljemark begann mit dem Fußballspielen bei Gislaved IS, später wechselte er in die Jugendabteilung von IF Elfsborg. Dort wurden die Verantwortlichen des Svenska Fotbollförbundet auf ihn aufmerksam, im März 2009 debütierte er an der Seite von Nicklas Bärkroth und Oscar Lewicki in der schwedischen U-17-Auswahlmannschaft. Während er sich in den Juniorennationalmannschaften hielt und zur Stammkraft entwickelte, rückte er 2010 in den Kader der in der Allsvenskan antretenden Profimannschaft auf. Am 25. Spieltag der Spielzeit 2010 debütierte er beim 2:2-Unentschieden bei IF Brommapojkarna in der ersten Liga, als er an der Seite von Andreas Klarström, Denni Avdić und Mathias Florén in der Startelf stand. In der Saison 2012 wurde er mit Elfsborg schwedischer Meister.
Im Januar 2013 ging er in die Niederlande, wo er für die PSV aus Eindhoven in der Eredivisie spielte. Dort wurde er in der Saison 2014/15 niederländischer Meister.
Mitte Juli 2015 wechselte Hiljemark zur italienischen Erstligisten US Palermo, wo er einen Vertrag mit vierjähriger Laufzeit unterschrieb. In seiner ersten Saison bestritt er alle möglichen 38 Ligaspiele, in denen er vier Tore schoss, sowie ein Pokalspiel. In der nächsten Saison kam er auf 15 von 21 Ligaspielen und erneut ein Pokalspiel. Ab Mitte Dezember 2016 wurde er nicht mehr eingesetzt.
Ende Januar 2017 wurde er an den Ligakonkurrenten CFC Genua verliehen mit einer Kaufpflicht zum Saisonende.  Hier bestritt er 14 von 17 möglichen Ligaspielen mit zwei geschossenen Toren. Vor dem ersten Spiel der nächsten Saison wurde er Ende August 2017 an Panathinaikos Athen ausgeliehen. Mit dem Verein wurde dabei eine Kaufoption eingeräumt. Hier kam er auf 16 von 17 möglichen Ligaspielen mit einem Tor und drei Pokalspielen mit ebenfalls einem Tor. Die Ausleihe wurde Ende Januar 2018 vorzeitig beendet, da Hiljemark sein Gehalt von Panathinaikos nur verzögert bezahlt bekam.
Zurück in Genua bestritt er 15 von 16 möglichen Ligaspielen. In der Saison 2018/19 waren es weitere 17 von 38 möglichen Ligaspielen, in denen er ein Tor schoss, sowie ein Pokalspiel. Nach der Winterpause fiel er wegen einer Hüftverletzung aus. Anfang September 2019 wurde er für den Rest der Saison an den russischen Erstligisten FK Dynamo Moskau verliehen. Hier kam er auf 14 von 21 möglichen Ligaspielen, in denen er ein Tor schoss, und ein Pokalspiel. Infolge des späteren Abschlusses der Saison nach ihrer Unterbrechung infolge der COVID-19-Pandemie war sein Vertrag bis 31. Juli 2020 verlängert wurden. Danach war er zunächst ohne Verein.
Anfang Oktober 2020 unterschrieb er einen Vertrag mit dreijähriger Laufzeit beim dänischen Erstligisten Aalborg BK. Insgesamt bestritt er 11 von 29 möglichen Ligaspielen mit einem geschossenen Tor für den Verein. Eine Verletzung, die er sich im Ligaspiel vom 22. November 2020 zuzog, zwang ihn zu einer Unterbrechung bis März 2021. Nachdem er danach wieder sechs Spiele bestritten hatte, beendete er wegen dieser Verletzung mit dem Ende der Saison 2020/21 seine aktive Karriere.

### In der Nationalmannschaft
2011 rückte Hiljemark im Alter von 18 Jahren in die U-21-Nationalmannschaft auf, deren Mannschaftskapitän er wurde. Parallel setzte er sich auch auf Vereinsebene als Stammspieler fest und bestritt 29 der 30 möglichen Saisonspiele, mit drei Saisontoren trug er zum Einzug in den Europapokal als Tabellendritter bei. Mit seinen Leistungen im Saisonverlauf hatte er sich ins Notizbuch des Nationaltrainers Erik Hamrén gespielt, der ihn Mitte Dezember neben etlichen Neulingen – darunter sein Vereinskamerad Niklas Hult – für eine Januartour der A-Nationalmannschaft nach Katar berief.
Bei der Fußball-Europameisterschaft 2016 in Frankreich wurde er in das Aufgebot Schwedens aufgenommen, kam aber während des Turniers nicht zum Einsatz. Ebenso gehörte er zum schwedischen Kader bei der Weltmeisterschaft 2018. Hier bestritt er zwei Gruppenspiele.
Sein letztes Länderspiel war im November 2020 ein Freundschaftsspiel gegen Dänemark.

## Trainertätigkeit
Nach dem Ende seiner Spieler-Karriere im Sommer 2021 wurde er von Aalborg BK als Co-Trainer mit einer Vertragslaufzeit bis zum Ende der Saison 2023/24 übernommen.
Als der Verein zum Ende der Hauptrunde der Saison 2022/23 auf dem letzten Platz stand, entließ er den bisherigen Trainer Erik Hamrén und beförderte Hiljemark zum neuen Cheftrainer. Noch vor Abschluss der Abstiegsrunde verlängerte der Verein seinen Vertrag bis Sommer 2027. Letztendlich konnte Hiljemark den Abstieg in die 1. Division nicht vermeiden. Er konnte das Pokalfinale erreichen, welches allerdings verloren ging. Im April 2024 wurde bekannt, dass Hiljemark im Sommer während der Pause aufgrund der EM-Endrunde 2024 zu IF Elfsborg wechselt. Dort hatte der bisherige Cheftrainer Jimmy Thelin seinen Abschied für den Juni verkündet, um mit Beginn der Vorbereitung auf die neue Saison den FC Aberdeen zu übernehmen.

## Erfolge
- schwedischer Meister: 2012
- Niederländischer Meister: 2015